# Woodbury (Orange megye, New York)
Woodbury város az USA New York államában. Lakosainak száma 12 197 fő (2020. április 1.).

## Népesség
A település népességének változása:

| 2010 | 11 353 |
| 2020 | 12 197 |